# Capital Tower
Capital Tower (tiếng Trung: 资金大厦 - Tư Kim Đại Hạ) là tòa nhà chọc trời cao thứ 4 ở Singapore với chiều cao 254 m. Được hoàn thành năm 2000, tòa nhà này có 52 tầng với 20 thang máy tốc độ cao. Ban đầu đây là trụ sở của ngân hàng POSBank sau đó được công ty bất động sản CapitaLand mua lại.